# Valldemaria
Valldemaria és un antic monestir romànic habilitat com a masia de Maçanet de la Selva (Selva) que forma part de l'Inventari del Patrimoni Arquitectònic de Catalunya. Era el primer monestir de cistercenques dels Països Catalans.

## Descripció
En aquest moment, de l'antic monestir només resta el cos de l'església –tan sols queda com a testimoni la petita església romànica del segle xii– unit al mas, d'època posterior, que es va construir pels volts de 1600 sobre restes d'una part de l'antic monestir. De l'església, se'n conserva una petita nau d'estil romànic, de forma rectangular i absis semicircular. L'església està totalment encastada i integrada dintre de la masia, tant en el sector dret amb el cobert, a l'esquerra amb la masia i a davant amb el porxo.
L'església era bastant deteriorada; d'ella tan sols es conserva a nivell exterior l'absis i a nivell interior, la capçalera separada del cos de l'església per un arc lleument apuntat. En el fons de l'absis, es conserva una minúscula obertura en forma d'espitllera, i en el cos de l'església dues obertures, una bastant àmplia de mig punt i l'altra bastant deteriorada.

## Història
El monestir de Valldemaria és, segons consta documentalment, el més antic de Catalunya i molt possiblement de tota la península ibèrica, entre els monestirs femenins de l'ordre del Cister. Tot fa pensar que les fundadores eren monges del monestir cistercenc de Monenque, del departament de l'Avairon, bisbat de Rodés, actualment a França. El monestir s'ubica en un enclavament situat al mig d'una vall molt deserta, amb molta vegetació. Segons la tradició, s'hi hauria trobat una imatge de la Mare de Déu. El dia 16 de maig de 1159 va ser un dia gran i molt important per al monestir, ja que va rebre la visita de moltes personalitats que suportaven el nou monestir que ja feia uns mesos havia començat la seva activitat en una primera etapa d'arrelament. Com a principal amfitrió hi figurava l'abat Berenguer de Maçanet, així com d'altres personalitats destacades com el bisbe de Girona.
En el transcurs de més de tres-cents anys a part dels serveis d'allotjament, el monestir, com gairebé tots els de l'orde del Cister, va dedicar-se especialment a les tasques agrícoles. Cap a l'any 1492 al monestir havia anat molt a menys i hi vivien tan sols sis monges. Entre 1462 i 1472, sota el priorat d'Elisabet Pasqual, el monestir va patir molts estralls durant la guerra civil catalana. La priora va quedar sola i va haver d'anar a viure a Blanes primer i al monestir de Sant Daniel després. D'aquesta manera Valldemaria va quedar vinculat al monestir. El 1550 el monestir va quedar plenament incorporat a Sant Daniel. Pels voltants de 1600, l'edifici ja amenaçava ruïna i el 2 de desembre de 1603 l'abadessa de Sant Daniel va vendre tota la finca a Pere Miquel de Jalpí i Marc, el besnet del qual, Josep de Jalpí, senyor de la casa Jalpí de Tordera, guardava a la capella de la seva casa, l'any 1678, la imatge de la Mare de Déu de Cabrera. El 1603 Valldemaria deixà de ser un monestir i esdevé una granja.

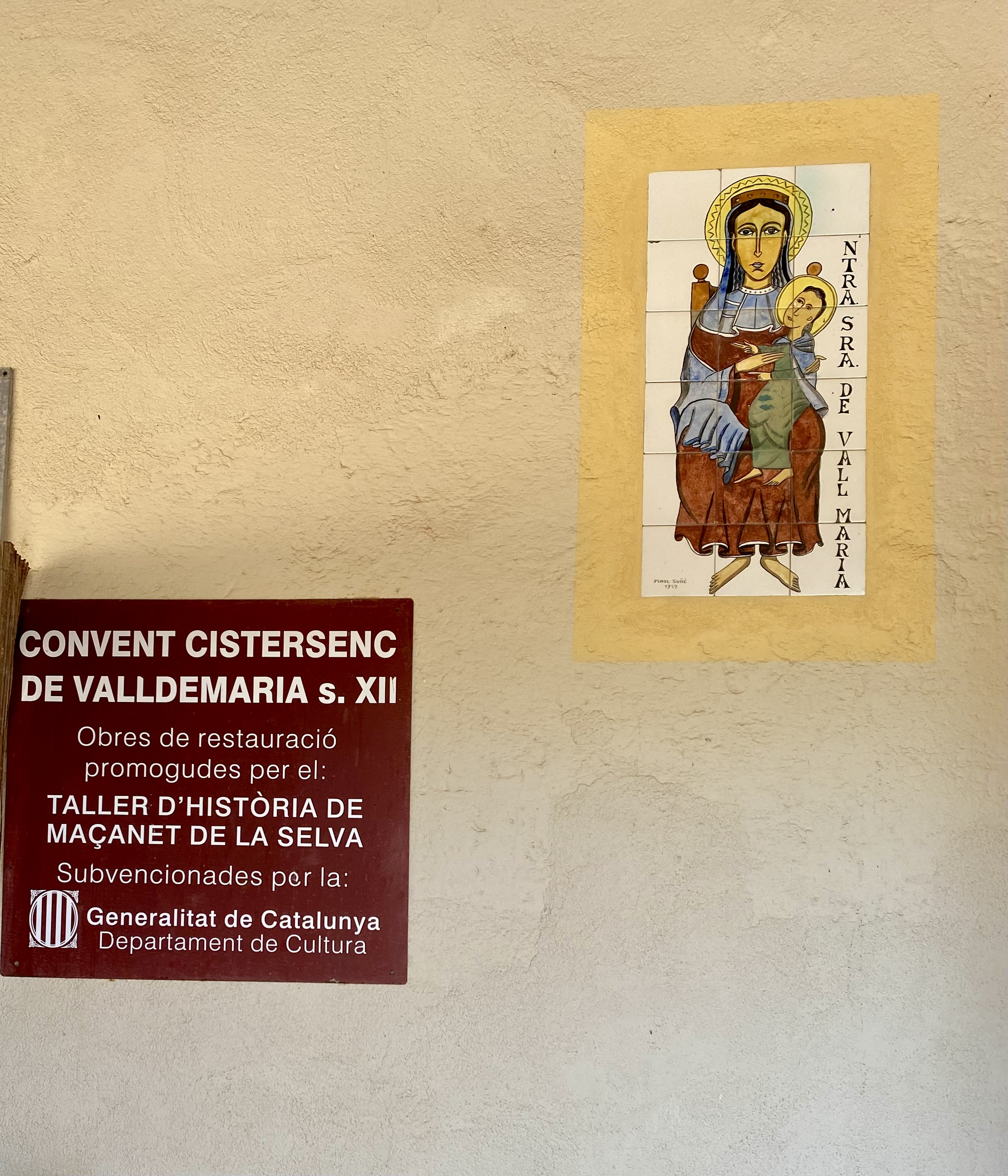
Plafó sobre la restauració del 2014

Els Jalpí en conservaren la propietat fins a l'any 1904, quan Vicenç Coma i Ferrer la va comprar. El 1939, l'antic monestir era un lloc molt freqüentat pels maquis, que aprofitaven l'espessor del bosc per a amagar-s'hi. Per aquest motiu, l'any 1941, el va ocupar la capitania militar espanyola per tal d'evitar que fos refugi de resistents al franquisme. D'aquesta manera, a Valldemaria s'hi van instal·lar un destacament de soldats armats i es van acabar les visites dels maquis. Però a part d'aquesta tasca de vigilància de la finca, els soldats també s'encarregaven de cultivar les terres. Durant aquests anys en què hi hagué aquest destacament militar, alguns nois de Maçanet hi van realitzar el servei militar. Els militars hi van romandre fins a l'any 1957, i de llavors ençà, els masovers i titulars de l'explotació agrícola i ramadera són la família de Feliu Pou i Ros.
La capella va ser restaurada el 2014 pel Taller d'Història de Maçanet de la Selva.